# Carla Salomé Rocha
Carla Salomé Rocha (nascida a 25 de abril de 1990) é uma atleta portuguesa de fundo que competiu nos 10000 metros no Campeonato Europeu de Atletismo de 2016 e no Mundial de 2017, terminando em 28º nesta última competição com um tempo de 32:52,71.
Ela também terminou em 8º na Maratona de Londres de 2019 com um tempo de 2:24:47.